# Прокуратура
Прокурату́ра — система государственных органов, осуществляющих от имени государства высший надзор за соблюдением законодательства, прав, свобод человека и гражданина, а также выполнение иных функций, определённых национальным законодательством.

## Особенности
В англосаксонской правовой системе функции института прокуратуры существенно отличаются от его функций в романо-германской правовой системе: в первой он — необходимая часть состязательной системы судопроизводства, а во второй — ещё и часть надзорно-следственного аппарата.
Например, прокуратура в Российской Федерации не только поддерживает государственное обвинение в суде, но и осуществляет прокурорский надзор за соблюдением и исполнением законов другими правоохранительными органами: осуществляющими оперативно-розыскную деятельность, предварительное расследование (дознание и предварительное следствие) и исполнение судебных решений (судебными приставами).
По требованию статьи 9 Закона О прокуратуре и статьи 10 Закона от 21.12.2021 N 414-ФЗ «Об общих принципах организации публичной власти в субъектах РФ» — органы прокуратуры наделены правом законодательной инициативы.

## История
Одним из первых государственных институтов, осуществлявшим функции надзора за исполнением поручений верховного органа государственного управления, можно считать сайонат. В V веке сайоны, являясь посланцами короля, осуществляли надзорные функции по исполнению поручений на территории королевства остготов. Им поручались самые разные дела, в основном по контролю за местными управителями и чиновниками, без присвоения функций последних.
Впервые прокуратура была создана во Франции в 1302 году именно как орган, представляющий интересы монарха. Прокурор был «глазами» короля, при помощи которых он мог контролировать функционирование всего механизма государства.
В России Прокуратура была учреждена тремя указами Петра Первого:
1. «Быть при Сенате Генерал-прокурору и обер-прокурору, также во всякой коллегии по прокурору, которые должны будут рапортовать Генерал-прокурору» от 12 (23) января 1722 года — этой дате посвящена мемориальная доска в холле главного входа в Прокуратуру города Санкт-Петербурга, и день 12 января отмечается, как день Прокуратуры России — профессиональный праздник;
2. «Об установлении должности прокуроров в надворных судах и в пределах компетенции надворных судов в делах по доносам фискальных и прочих людей» от 18 (29) января 1722 года;
3. «О должности Генерал-прокурора» от 27 апреля (8 мая) 1722 года[6].

Прокурор не пользовался решающим голосом ни по одному административному вопросу — это являлось признаком, отличающим надзор от всех иных видов государственной деятельности.

«Органы управления производят и решают дела, а прокуроры наблюдают за этим производством и решением, охраняют их закономерность, но не принимают другого ближайшего участия в самом существе дела, в их возбуждении, постановлении и направлении».

Таким образом, деятельность прокурора носила надзорный характер. Генерал-прокурор надзирал за тем, чтобы Сенат выполнял все, относящиеся к его компетенции дела, и действовал строго в рамках Регламента и указов императора.

## Прокурорский надзор
Прокурорский надзор — форма деятельности органов прокуратуры по обеспечению законности, выявлению, устранению и предупреждению нарушений закона.
Прокурорский надзор, по сути, является проявлением власти органа, который в большинстве стран ни к одной из трех ветвей власти не относится. Смысл данной деятельности во вневедомственном надзоре за исполнением норм закона в государстве и принятии соответствующих мер к нарушителям закона.

## Прокурорская проверка
Это истребование необходимой документации, получение объяснений от граждан и должностных лиц  в рамках рассмотрения сообщения о нарушении законодательства. Сотрудники прокуратуры проверяют решения и действия должностных лиц на признак соответствия их закону, в случае наличия нарушений применяет меры прокурорского реагирования (представление, протест, постановление о возбуждении дела об административном правонарушении, постановление о наличии признаков преступлений в материалах дела, предостережение, заявление в суд).